# Predrag Matić
Predrag Fred Matić, né le 2 juin 1962 à Požega (république socialiste de Croatie, RFS de Yougoslavie) et mort le 23 août 2024, est un homme politique croate, membre du Parti social-démocrate de Croatie (SDP), député au parlement croate et européen.

## Biographie
Matić est né à Požega et a suivi l'école primaire et secondaire à Borovo Naselje. En 1986, il termine un programme d'études de deux ans à la Faculté pédagogique d'Osijek et obtient le titre d'enseignant en éducation primaire. Jusqu'en 1990, il a travaillé dans des écoles primaires à Vukovar, puis il a ouvert une entreprise privée. En 1991, il rejoint les défenseurs de Vukovar sur la route de Trpinja. Après la guerre de Croatie, il a été emprisonné dans trois camps serbes. De 1994 à 1998, il est chef du Bureau des affaires générales au Cabinet du chef d'état-major général des Forces armées. De 2000 à 2004, il devient porte-parole de ce même état-major. En 2000, il devient conseiller de la ministre Jadranka Kosor. De 2008 à 2010, il a été membre externe de la Commission parlementaire pour les anciens combattants, et à partir de 2010, conseiller du président Ivo Josipović pour les anciens combattants. En 2011, il devient ministre des anciens combattants.
En 2019, il ajoute le deuxième prénom Fred « pour être reconnu sous ce nom au Parlement européen ».
Il est décédé à Zagreb le 23 août 2024 des suites de complications biliaires.